# Tamawayt
 (octobre 2015).
La Tamawayt est un sous genre de poésie amazighe marocaine du Moyen Atlas. Il s'agit d'un genre chanté individuellement, où l'émotion alterne entre les sentiments de réjouissance et de souffrance. Le terme tamawayt est le pluriel de timawayin, et signifie littéralement en amazigh : « l'accompagnatrice », « celle qu’on emporte », ou encore « chanson de marche ». Elle exprime une vision de l’existence et de la vie, elle est omniprésente dans toutes les activités de la vie quotidienne des berbères de l'Atlas. La Tamawayt peut être perçue comme un voyage dans l’âme de l’Amazigh.
En général la Tamawayt est une forme de poésie qui se base sur l’improvisation. C'est un chant vocalisé en usage dans certaines régions montagneuses. Parfois utilisée historiquement pour communiquer sur de longues distances, profitant de l’acoustique des régions montagneuses, à la manière de Jodlers tyroliens, dans les Alpes et de nombreuses autres populations des massifs de haute altitude.
La Tamawayt, dit Jean Mazel, un spécialiste de la culture Amazighe, est le « timbre sonore » du Moyen Atlas. En effet, nulle part ailleurs en pays amazigh, on ne trouve pareil aspect de la chanson amazighe.
Chérifa Kersit, originaire de la campagne de Khénifra, est la représentante de ce genre de chant dans divers manifestations, aussi bien nationales qu’internationales.

## Sources
- Pièce de théâtre : Tamawayt N’udrar (Chant de la montagne)
- Anthologie de la poésie berbère traditionnelle/page 179 chapitre 14
- poème d'Ali Khadaoui/Tamawayt

## Liens Externes
- Ouarzazate : fetival Tamawayt : Rendez-vous de la poésie et de la musique
- Le rideau tombe sur le Festival de Tamawayt

## Vidéos
- Cherifa - Comédie de Reims (2008)
- Cherifa en el Festival de Fès 2013
- Tamawayt Rouicha
- Rouicha et Hassania /Style homme femme
- الامازيغية لا تزال تعاني من التهميش و الإقصاء في اكثر المنابر الإعلامية الهامة خاصة السمعية و البصرية